# (163800) Richardnorton
(163800) Richardnorton est un astéroïde de la ceinture principale.

## Description
(163800) Richardnorton est un astéroïde de la ceinture principale. Il fut découvert le 26 août 2003 à Drebach par André Knöfel. Il présente une orbite caractérisée par un demi-grand axe de 2,59 UA, une excentricité de 0,20 et une inclinaison de 13,4° par rapport à l'écliptique.

## Compléments